# Miskito

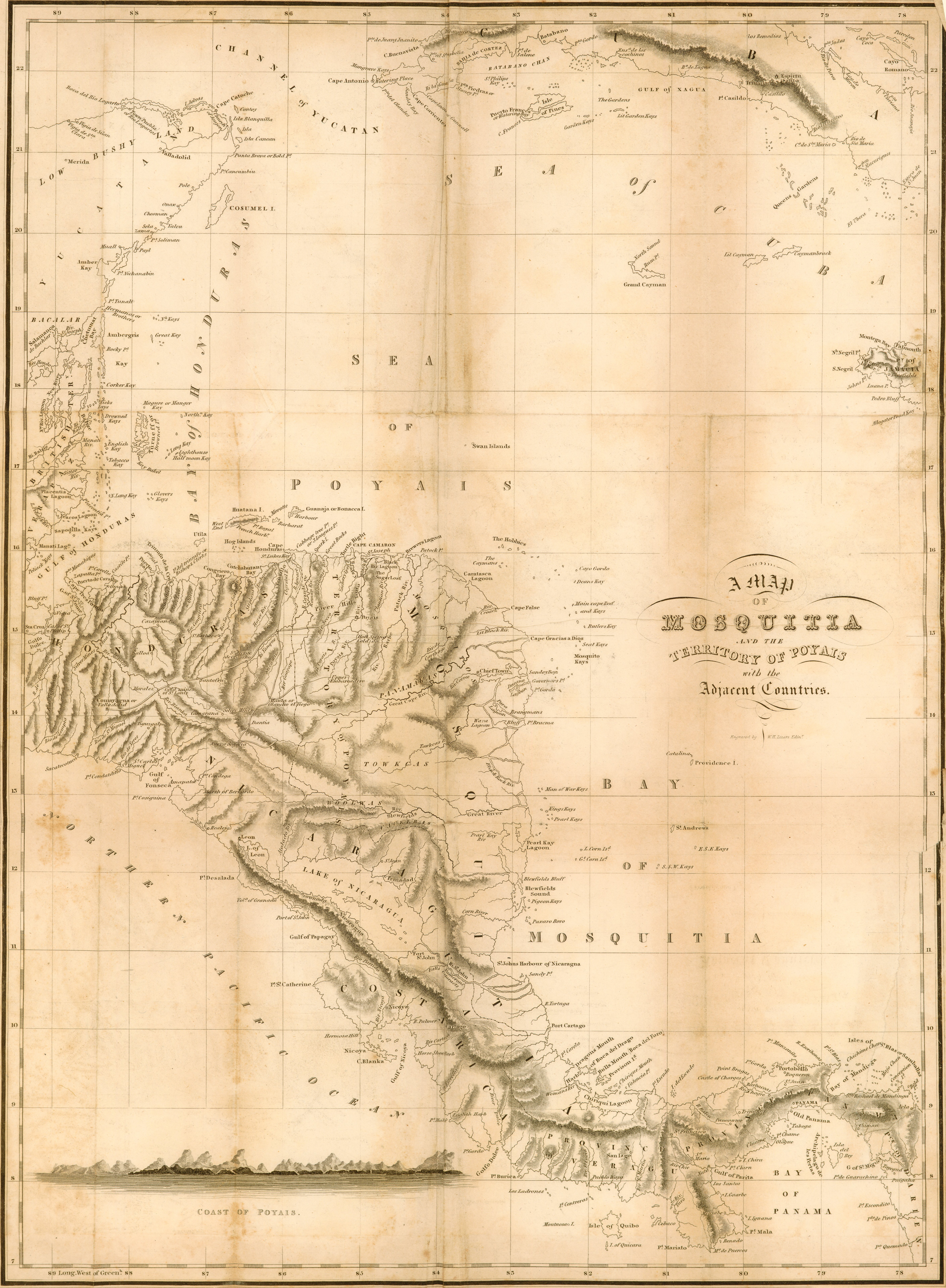
Distribuzione della popolazione Miskito sul territorio

I miskito sono una popolazione indigena americana di circa 200.000 persone originaria dell'America centrale: il loro territorio si estende lungo la Costa dei Mosquito del Mare dei Caraibi, da Capo Camarón, in Honduras, alla zona del Rio Grande, in Nicaragua.
Sebbene i miskito abbiano una propria lingua nativa, larga parte della popolazione parla una lingua creola, la lingua miskito (a causa dei frequenti contatti con i colonizzatori britannici), ed altre lingue tra cui lo spagnolo e il rama. Molti sono cristiani.
Si è stimato che nel 2006 vi fossero pochissimi (se non addirittura nessuno) miskito di sangue puro in quanto, nel corso dei secoli, molti schiavi africani fuggiti dai possedimenti coloniali spagnoli trovarono rifugio e si stabilirono nella zona dove risiedono i miskitos, incrociandosi con la popolazione locale; minore fu invece l'influenza dei conquistatori spagnoli a causa delle vicende storiche e dell'inaccessibilità del territorio dove risiedono i miskito.
La società tradizionale dei miskito è impostata su una struttura fortemente politica: prevede un monarca con poteri non assoluti ma suddivisi tra lo stesso, un governatore, un generale e - a partire dal 1750 - un ammiraglio. Mancano informazioni storiche complete relative ai monarchi miskito, in buona parte in quanto molti di essi sono riconducibili a figure semi-mitologiche: i primi re dei quali vi siano testimonianze storiche documentate sono Geremia I (1687) ed il predecessore di questi, detto l'"Anziano" (1625).

## Storia

### Regno Miskito e influenza britannica
La nazione Miskito conservò a lungo la propria autonomia e iniziò a nominare i propri regnanti a partire dal 1625. Il primo sovrano del quale si abbia memoria veniva chiamato l'"Anziano" (Oldman) ed i primi contatti con i britannici nella regione si ebbero nel corso del regno del padre e predecessore di tale re, del quale si ignora il nome, che mandò Oldman in Gran Bretagna in udienza da re Carlo I. I miskito ed il Regno Unito conclusero un Trattato di amicizia ed alleanza che fu formalmente sottoscritto nel 1740 ed al quale fece seguito la nomina di un "Sovrintendente" e l'istituzione del protettorato britannico sulla nazione Miskito nel 1749.
Il regno Miskito fu utile ai britannici nel corso delle guerre rivoluzionarie americane come supporto agli attacchi alle colonie spagnole e per difendere i propri interessi economici in America Centrale, in particolare, nell'Honduras britannico, l'attuale Belize. I miskito furono quindi in grado di procurarsi armi moderne. In breve tempo gli insediamenti spagnoli in Honduras subirono gli attacchi di gruppi di miskito e zambo i quali operavano sia per la liberazione dei connazionali fatti schiavi prima della deportazione in Europa che per reclutare a propria volta degli schiavi tra le altre popolazioni amerinde da vendere ai britannici per lavorare in Giamaica o, per quanto riguarda le donne, alle altre tribù. I miskito si consideravano infatti superiori alle altre popolazioni dell'area (alle quali facevano riferimento come selvaggi) e, a detta degli storici, cercavano di ingraziarsi e di somigliare ai britannici: in effetti l'abbigliamento europeo riscuoteva grande successo nella popolazione miskito e lo stesso re veniva nominato dai britannici. Tali attacchi continuarono ben oltre la fine delle ostilità tra spagnoli e britannici.
Grazie alla poligamia ed al gran numero di schiave rastrellate nel corso di tali spedizioni la popolazione Miskito subì, in quegli anni, un forte incremento demografico.
Alla firma della pace, nel 1783 la Gran Bretagna dovette comunque rinunciare al controllo della costa: nonostante il totale ritiro delle proprie forze, che si completò nel 1787, i britannici mantennero in maniera non ufficiale il protettorato sulla regione, intervenendo spesso in soccorso degli interessi dei miskito e contro gli abusi spagnoli.

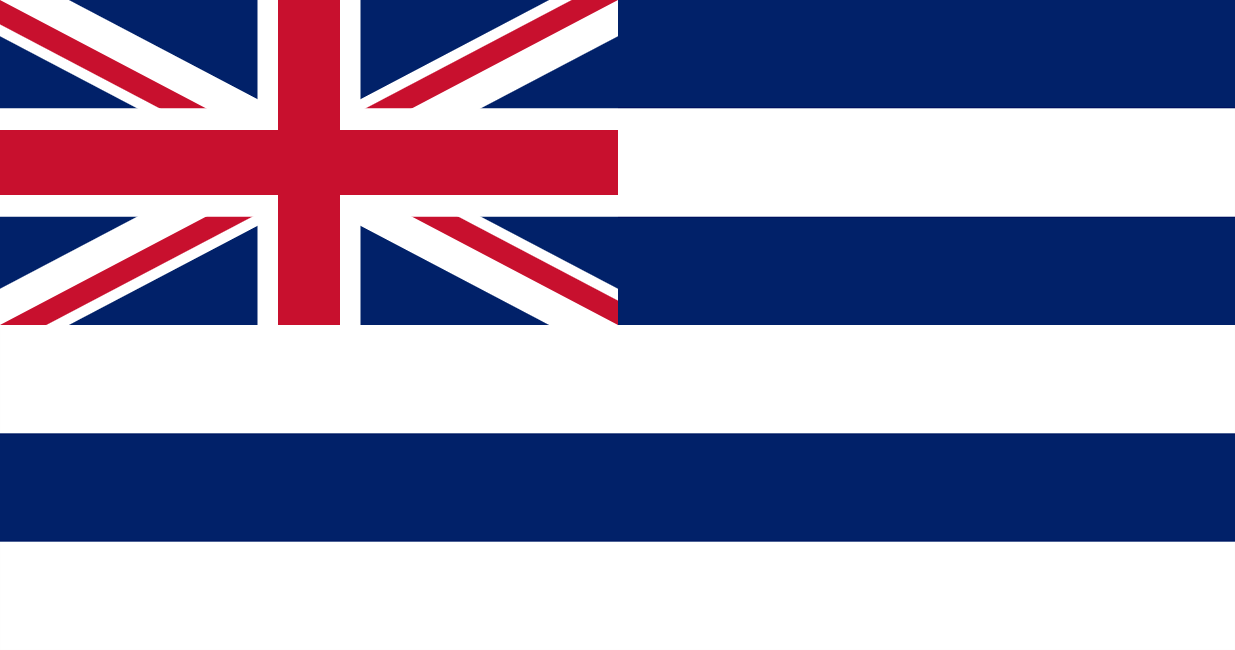
La prima bandiera della Costa dei Moskito (1824-1860).

I conquistatori spagnoli iniziarono quindi ad essere presenti nei territori dei miskito nel 1787 ma, grazie all'esperienza militare e al loro sovrannumero, i miskito continuarono a dominare l'area. Riuscirono a mantenere l'indipendenza nel corso di tutto il periodo coloniale spagnolo (terminato nel 1821) e in quello successivo, che vide il sorgere della Federazione delle province Unite dell'America Centrale, non si sentirono mai sotto il controllo governativo tanto che molti di loro, ancor oggi e pur vivendovi, non si considerano nicaraguensi.

### I miskito e il Nicaragua

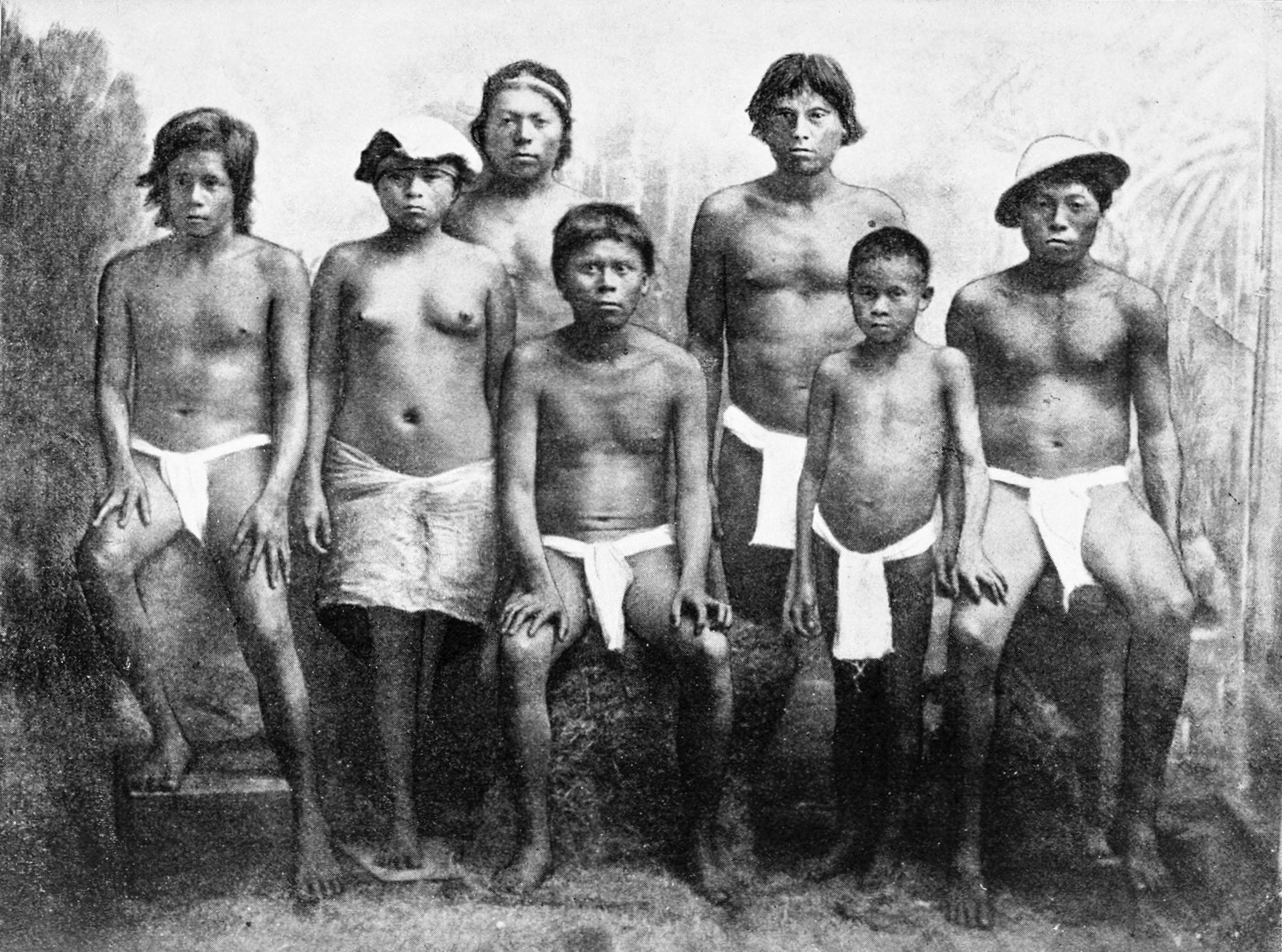
Miskito ritratti a fine Ottocento

Nel 1838, l'appoggio britannico portò all'istituzione del Nicaragua, Paese che inizialmente fu concepito proprio per accogliere la popolazione miskito. Il Trattato di Managua tra i britannici e il Nicaragua riconobbe la sovranità di quest'ultimo sul territorio nazionale che comprendeva le zone dove erano stanziati i miskito, ma in tali zone la sovranità nicaraguense era da considerarsi limitata in quanto il trattato riconobbe il diritto dei miskito ad auto-governarsi senza intromissioni esterne. Dalla metà del XIX secolo gli interessi britannici nella regione iniziarono a scemare e nel 1894 il territorio dei miskito venne occupato dal Nicaragua. Liberato dai britannici a luglio dello stesso anno fu definitivamente rioccupato nell'agosto successivo.

#### Periodo sandinista
Nei primi anni ottanta del XX secolo, il tentativo del governo rivoluzionario sandinista di promuovere lo sviluppo dei territori miskitos (storicamente abbandonati dalla classe dirigente nicaraguense sin dall'indipendenza) riproducendo nuove forme di organizzazione sociale senza tener conto delle caratteristiche della cultura indigena, portò a proteste e tensioni cui il governo rispose con gravissimi episodi di repressione violenta e alla deportazione di migliaia di miskitos dai propri villaggi a nuovi insediamenti; ciò determinò la nascita di organizzazioni armate indigene che si allearono con i contras sostenuti dal governo degli Stati Uniti.

### Capi della Nazione Miskito
- 1625-1687 l'"Anziano"
- 1687-1718 Geremia I
- 1718-1729 Geremia II
- 1729-1739 Pietro I
- 1739-1755 Edoardo I
- 1755-1776 Giorgio I
- 1776-1801 Giorgio II Frederic
- 1801-1824 Giorgio Frederic Augusto I
- 1824-1842 Robert Charles Frederic
- 1842-1865 Giorgio Frederic Augusto II
- 1865-1879 William Henry Clarence
- 1879-1888 George William Albert Hendy
- 1888-1889 Andrew Hendy
- 1889-1890 Jonathan Charles Frederick
- 1890-1908 Robert Henry Clarence
- 1908-1928 Robert Frederick
- a partire dal 1978 Norton Cuthbert Clarence